# Heuschreckensandwespe

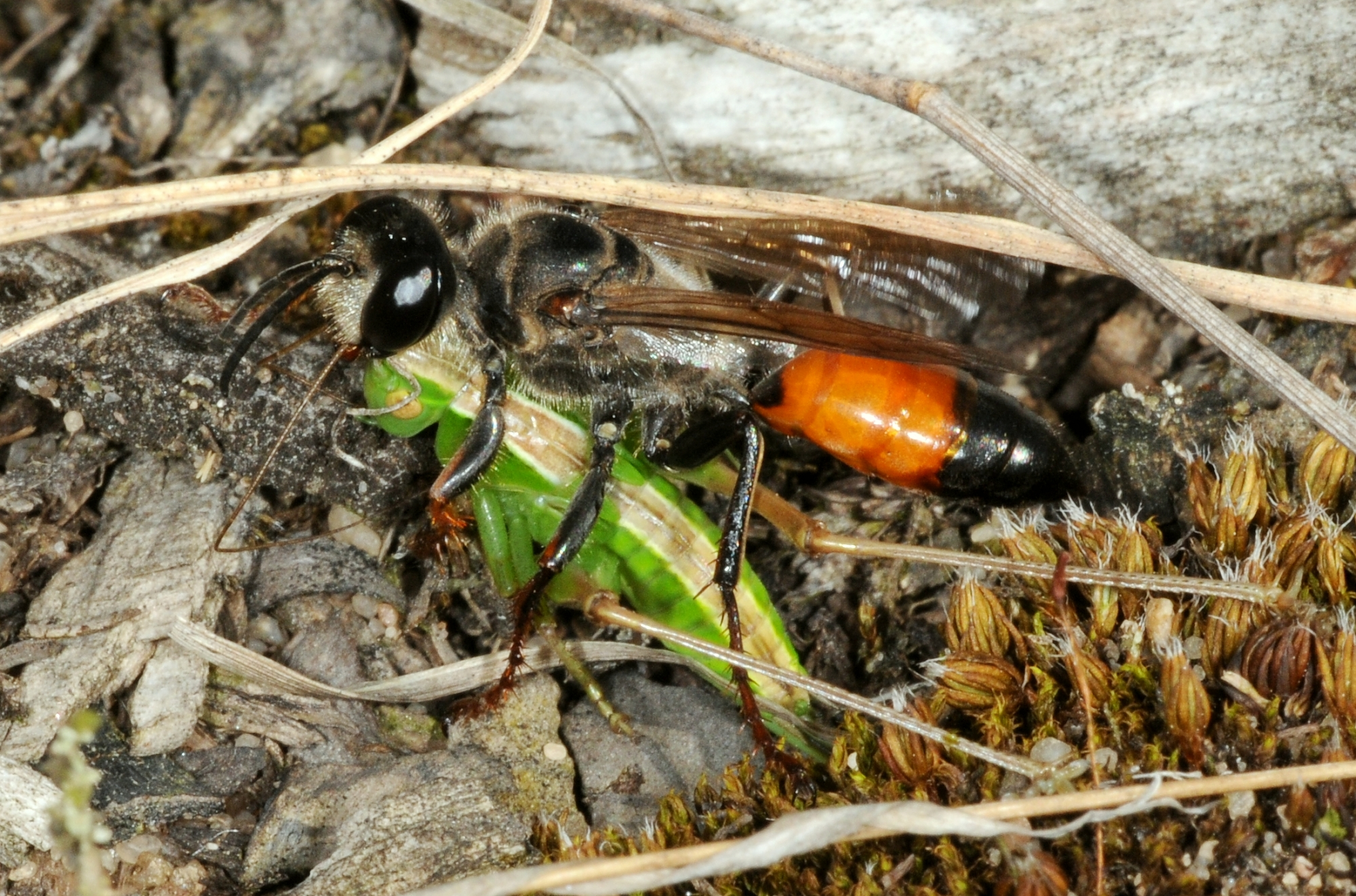
Beim Transport einer Zweifarbigen Beißschrecke

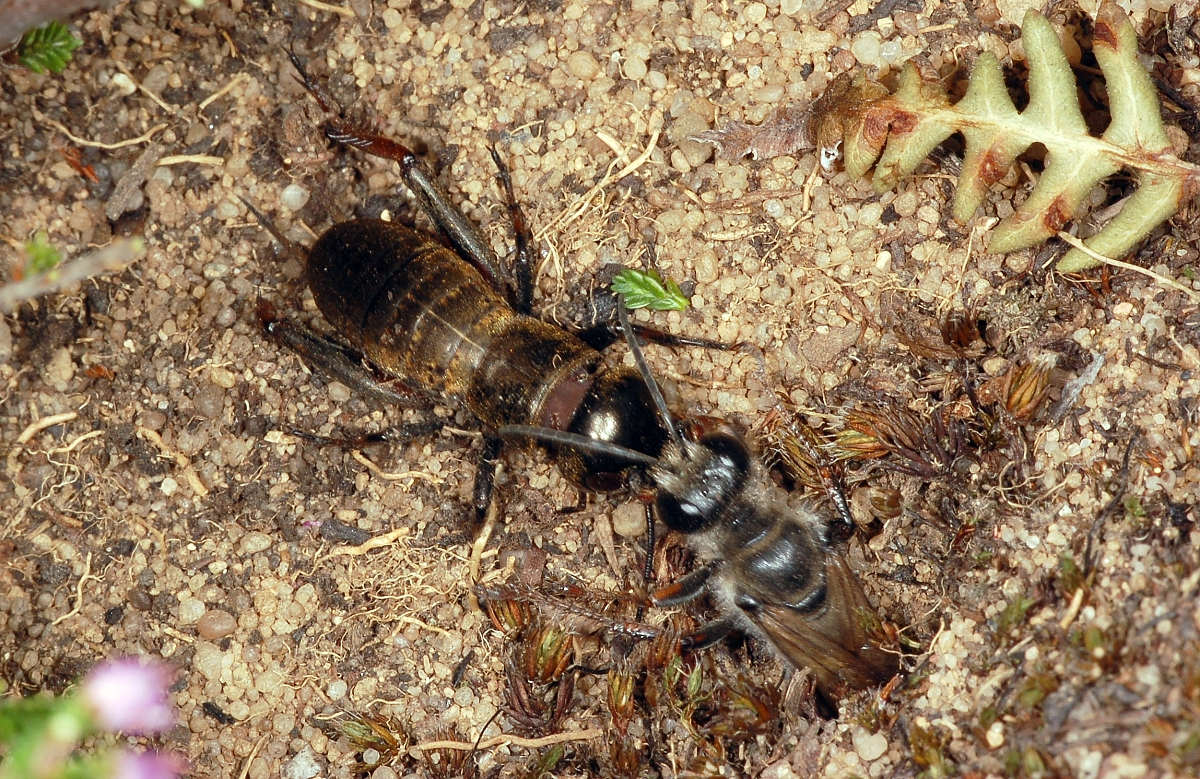
Beim Eintragen einer Nymphe der Feldgrille

Die Heuschreckensandwespe (Sphex funerarius, Syn.: Sphex rufocinctus) ist ein Hautflügler aus der Familie der Sphecidae. Die Art ist kräftig genug, um mit ihrem Stachel einen Menschen zu stechen.

## Merkmale
Die Hautflügler erreichen eine Körperlänge von 16 bis 25 Millimetern (Weibchen) bzw. 15 bis 19 Millimetern (Männchen). Sie sind überwiegend schwarz gefärbt. Der Petiolus (Stielchenglied) ist schwarz. Über die basalen Gastertergite verläuft eine breite gelbrote Binde. Kopf und Körper sind mit feinen, dünnen Härchen bedeckt. Die Flügel sind getrübt. Die Vorderflügel haben einen dunklen Endrand. Bei den Weibchen sind die Beine teilweise rot. Das Propodeum trägt seitlich eine Furche.

## Vorkommen
Die Art ist in Nordafrika, im südlichen Europa sowie östlich bis in die Mongolei verbreitet. Die nördliche Verbreitungsgrenze verläuft durch Deutschland, eine isolierte Population auf Gotland ist die einzige in Skandinavien und das nördlichste Vorkommen der Art. Sie besiedelt ausgedehnte, spärlich bewachsene, offene, sandige Lebensräume und Trockenrasen. Die Art fliegt in zwei Generationen von Mitte Juni bis Anfang September. Sie ist in Deutschland selten und nur sehr lokal aus klimatisch günstigen Regionen bekannt. Sie zeigte in der Vergangenheit deutliche Bestandsschwankungen. Aus dem 19. Jahrhundert wurden starke Vorkommen aus Franken gemeldet, ebenso aus Brandenburg. Bis in die 1950er Jahre wurden diese Meldungen bestätigt, auch aus Baden kamen Nachweise hinzu. In den 1960er Jahren schien die Art aus Deutschland gänzlich verschwunden, bis ab den 1990er Jahren wieder zahlreiche Funde, vor allem in Binnendünengebieten entlang des Oberrheingrabens, bekannt wurden.
Die inzwischen auch nach Norden gerichtete Ausbreitung der Art führte 2019 zu Erstnachweisen für Niedersachsen, Schleswig-Holstein und Mecklenburg-Vorpommern.

## Lebensweise
Die Wespen fliegen besonders Sand-Thymian (Thymus serpyllum) zur Nektaraufnahme an. Die Weibchen legen ihre Nester häufig in Gemeinschaften, mit den Nesteingängen dicht nebeneinander, in sandigem oder lehmigem Boden an. Der Hauptgang verläuft schräg und ist etwa 15 Zentimeter lang. Von ihm zweigen bis zu vier Seitengänge ab, an deren Ende je eine Zelle liegt. Pro Zelle werden in der Regel drei bis fünf Laubheuschrecken (Tettigonidae), aber auch Echte Grillen (Gryllidae) eingebracht. In Deutschland sind dies vor allem die Gemeine Sichelschrecke (Phaneroptera falcata), Eichenschrecken, wie auch der Warzenbeißer (Decticus verrucivorus). Der Nesteingang wird, während das Weibchen auf der Jagd ist, nicht verschlossen. Die Beute wird im Flug zum Nest transportiert, wobei die Mandibeln die Fühler und die mittleren Beine den Körper, dessen Bauchseite nach unten zeigt, festhalten. Nur selten kann man das Wespenweibchen dabei beobachten, wie es die Beute zu Fuß oder im Sprungflug zum Nest bringt. Das Weibchen legt die Beute zunächst vor dem Eingang ab und kontrolliert das Nest, erst dann wird das Beutetier ins Nest eingetragen. Drei bis vier Tage nach der Eiablage schlüpft die Wespenlarve, welche etwa 18 Tage bis zur Verpuppung benötigt. Nach weiteren 24 Tagen schlüpft die Imago.

## Taxonomie
Die Heuschreckensandwespe ist als Taxon zwar schon lange bekannt und gut abgegrenzt, die Benennung stiftete allerdings einige Verwirrung. In älteren Werken wird die Art noch als Sphex maxillosus F. 1793 geführt, dieser Name ist präokkupiert und daher ungültig, da er ein Homonym (gleichlautender Name) zu einem 1787 von Poiret eingeführten Namen darstellt. Ein anderer Name, der lange Zeit für diese Art verwendet wurde, war Sphex rufocinctus Brullé 1833. Nach einer neueren Revision von Menke und Pulawski der betroffenen Artengruppe erwies sich dieser Name als Synonym der mediterranen Art Sphex flavipennis. Damit rückte als nächster verfügbarer der 1934 eingeführte Name Sphex funerarius nach, der seit 2000 als korrekte Bezeichnung angesehen wird.